# Straat van Gibraltar
De Straat van Gibraltar (Spaans: Estrecho de Gibraltar, Arabisch: مضيق جبل طارق), is de zee-engte  die de Atlantische Oceaan verbindt met de Alboránzee, het meest westelijke deel van de Middellandse Zee. De noordelijke oever van de straat ligt in Europa (Spanje en het Brits overzees gebied Gibraltar), de zuidelijke in Afrika (Marokko en de Spaanse stad Ceuta). De breedte is 14 tot 44 km, de lengte circa 60 km en de grootste diepte 900 m. 
De Straat van Gibraltar behoort tot de internationale wateren en er is vrij verkeer van schepen. Er bestaan ferryverbindingen over de straat tussen Algeciras (Spanje) en de Tanger Med (Marokko), tussen Algeciras en Ceuta en tussen Tarifa (Spanje) en Tanger (Marokko). 
In Spanje werd in 2003 het natuurpark Parque Natural del Estrecho opgericht; het is 18931 hectare groot. 

## Naam
Deze zee-engte is genoemd naar de Rots van Gibraltar, die het noordoosten van de straat afbakent. 'Gibraltar' is een verbastering van de Arabische naam Djebel Tarik, een naam die dateert uit de achtste eeuw, nadat de Berber Tarik in 711 met een leger vanuit Noord-Afrika de straat overstak om Spanje te veroveren.   
De oude Grieken noemden de engte tussen de beide rotsige kapen - Gibraltar en Ceuta - de Zuilen van Hercules, die het einde van de wereld markeerden. Voor de Grieken, werd deze straat door de Feniciërs al aangeduid als de Zuilen van Melqart.

## Getijden en stromen
De getijden van de Atlantische Oceaan dringen maar in beperkte mate de Middellandse Zee in, door de beperkte doorgang. Anderzijds is de Middellandse Zee groot genoeg om merkbare eigen getijden te hebben. Deze lopen niet synchroon met de Atlantische getijden. Er is een oostwaartse stroming naar de Middellandse Zee en een diepere tegenstroming van het zwaardere zoutere water van de Middellandse Zee naar de Atlantische Oceaan. De waterbalans van de Middellandse Zee (er verdampt meer water dan er water instroomt via de rivieren) is alleen in evenwicht door de instroom van water uit de Atlantische Oceaan. Door de aanwezigheid van hoge bergen aan beide kanten van de straat is de zeestraat een trechter die de oost-west winden verstrekt. Deze sterke winden beïnvloeden op hun beurt de stroom en getijden. De combinatie van getijden en tegengestelde stromen maakt de stroomsituatie zeer complex en dynamisch. Voor de vroegere grote zeilschepen was de straat een moeilijke en gevaarlijke doorgang.

## Geschiedenis

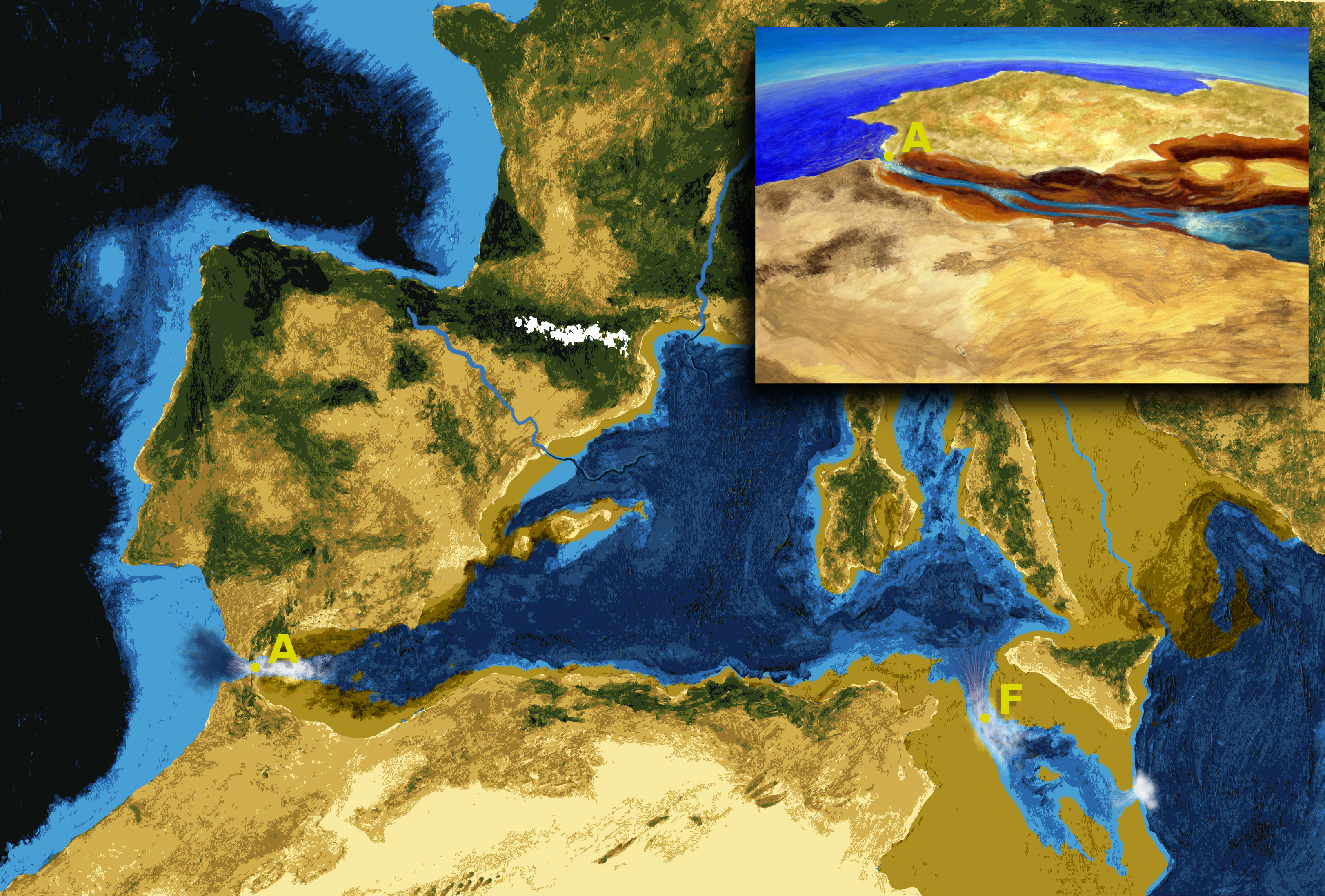
De doorbraak

Door platentektoniek is Afrika al miljoenen jaren bezig op te schuiven richting Europa. Geologen denken, op basis van zoutafzettingen en andere sporen die ze gevonden hebben, dat de Middellandse Zee ooit afgesloten is geraakt van de oceanen, waarna het meeste water verdampte en de Messiniaanse crisis ontstond. De Straat van Gibraltar is 5,3 miljoen jaar geleden ontstaan toen het water van de Atlantische Oceaan doordrong tot het uitgedroogde Middellandse Zeebekken, wat een gigantische waterstroom veroorzaakte.
In 1704, tijdens de Spaanse Successieoorlog, veroverden Nederlandse en Engelse schepen de rots van Gibraltar op Spanje. Door de Vrede van Utrecht (1713) erkende Spanje het recht van Groot-Brittannië om in Gibraltar een militaire basis te hebben. Sindsdien heeft Britse vloot de Straat van Gibraltar onder controle.  
Door de opening van het Suezkanaal (1869) nam het strategische belang van de Straat van Gibraltar nu toe, omdat de meeste schepen die varen tussen Europa en Azië sindsdien van de straat gebruik maken.  
Tijdens de Tweede Wereldoorlog werd er een hevige strijd geleverd om Duitse onderzeeboten, die de Straat van Gibraltar poogden te passeren, te detecteren en te vernietigen.

## Plannen voor een tunnel
Sinds 1979 bestaan er plannen om een tunnel aan te leggen onder de Straat van Gibraltar en zo Spanje met Marokko te verbinden. Spanje is immers de belangrijkste handelspartner van Marokko en het scheepvaartverkeer op de straat is overbelast. 
Een Spaans en een Marokkaans bedrijf werken samen aan studies voor een dubbele spoorwegtunnel tussen kaap Malabata in de baai van Tanger (Marokko) en Punta Paloma nabij Tarifa (Spanje). De tunnel zou 38,5 km lang worden, waarvan 28 km onder zee en een maximale diepte van 475 m.   De ontwikkeling van het project is sterk vertraagd, zowel door politieke spanningen tussen beide landen als de Spaanse financiële crisis in 2008. 
In 2013 is het ontwerp gemaakt en in behandeling genomen door de Economische en Sociale Raad van de Verenigde Naties.
De regering van het Verenigd Koninkrijk bestudeerde in 2021 een plan voor een tunnel om Gibraltar te verbinden met de Marokkaanse stad Tanger. Dit plan zou het Spaans-Marokkaanse project kunnen vervangen.
De geologische structuur van de zeebodem, vooral vanwege de platentektoniek, kan zorgen voor grote technische problemen bij de eventuele aanleg van een tunnel. Die problemen zijn niet onoverbrugbaar, maar zouden zwaar kunnen wegen op de kosten van de aanleg. Daarom is het niet zeker of de tunnel economisch rendabel zou zijn.  

## Afbeeldingen

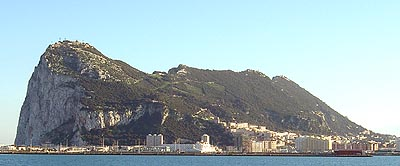
Gibraltar
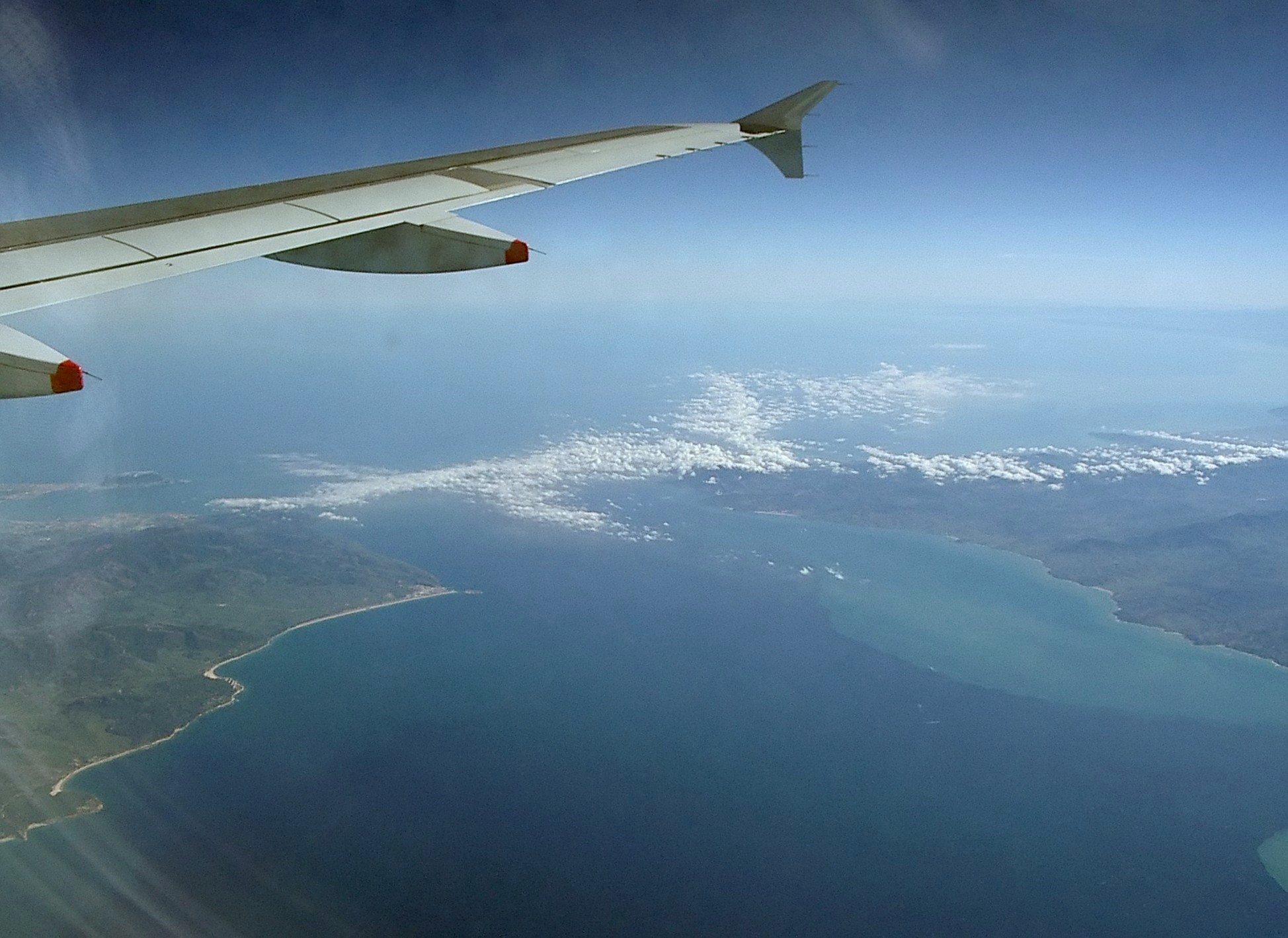
De zeestraat vanuit een vliegtuig